# Луї Антуан Сен-Жуст
Луї Антуан Леон де Сен-Жуст (фр. Louis Antoine Léon de Saint-Just; 25 серпня 1767, Десіз, Франція — 28 липня 1794, Париж, Франція) — діяч Французької революції, член Якобінського клубу і Комітету громадського порятунку. Наймолодший з депутатів, обраних до Національного конвенту 1792 року, Сен-Жуст швидко висунувся та посів своє місце серед лідерів уряду Французької Першої Республіки. Він очолив рух за страту короля Людовика XVI, а пізніше взяв участь у розробці Конституції 1793 року.
Сен-Жуст був довіреною особою Максиміліана Робесп'єра і служив з ним як один з комісарів Національного конвенту і членів могутнього Комітету громадського порятунку. Відправлений до революційної армії у найтяжчі часи контрреволюційної інтервенції, Сен-Жуст ввів дисципліну, що, за загальним визнанням, зіграло вирішальну роль для подальших успіхів армії. У столиці він керував арештами та переслідуванням багатьох з найвідоміших діячів контрреволюції. Врешті-решт Сен-Жуст сам був заарештований під час перевороту 9 термідора (27 липня) і страчений наступного дня разом з Робесп'єром та 20 іншими радикалами. В історію увійшов як самовідданий і відважний революціонер.
«Хто робить революцію наполовину, той копає могилу собі.»

## Біографія й політична діяльність

### Дитинство та юність
Луї Антуан Леон де Сен-Жуст народився 25 серпня 1767 року у Десізі (провінція Ніверне) у дворянській родині. Його батько Луї Жан де Сен-Жуст, виходець із заможних селян, отримав аристократичний титул за службу в королівській армії (він вийшов у відставку в чині капітана). Його мати Марі Анн Робіно була дочкою нотаріуса.
Невдовзі після народження сина родина переїхала до Пікардії, де батько займає посаду управляючого маєтком графа Брюне. 1776 року Луї Жан де Сен-Жуст купив будинок у містечку Блеранкур і зажив там з доходів із земель, що належали йому, та з пенсії. У Блеранкурі пройшли дитинство та юність Сен-Жуста.
1777 року його відправили на навчання до колежу Сен-Нікола у Суассоні. Колеж належав монахам-ораторіанцям, і викладали в ньому не латиною, як у більшості тодішніх навчальних закладах, а французькою. Навчали класичним мовам та античній історії, а також математиці, географії, історії Франції та мистецтвам. У колежі Сен-Жуст проявив себе хоча й неслухняним, але талановитим учнем з доброю пам'яттю.

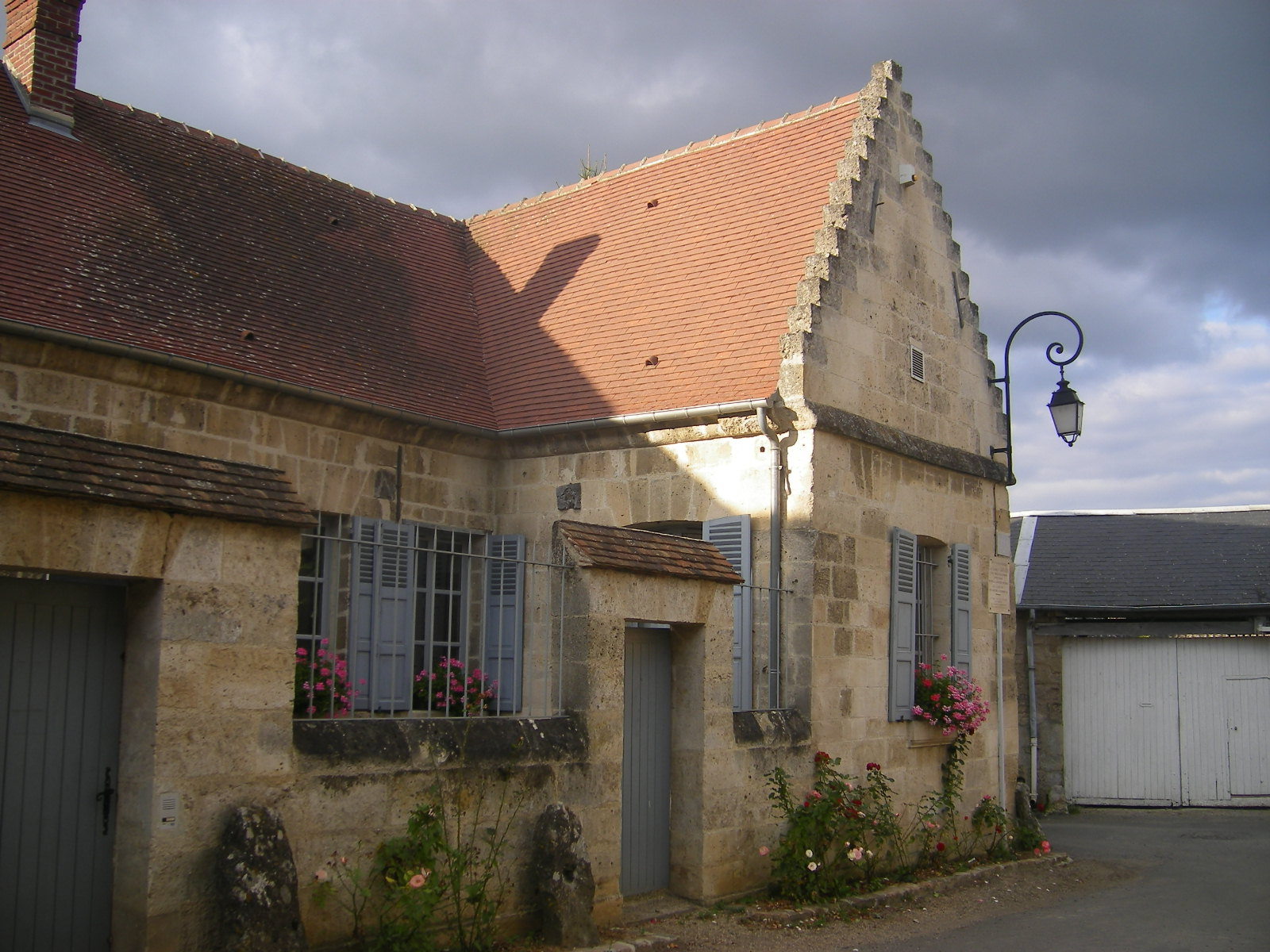
Будинок Сен-Жюста у Блеранкурі

У п'ятнадцять років Сен-Жуст закохався у Терезу Желе та наприкінці 1785 — на початку 1786 року зробив їй пропозицію. Але отримав відмову від її батька, нотаріуса Антуана Желе. Його обраницю влітку 1786 року швидко видають заміж за сина іншого блеранкурського нотаріуса.
Залишатися вдома стало для нього неможливим, до того він закінчив навчання в колежі, та треба було обирати кар'єру. Він вирішує поступити на службу до королівської гвардії. Зібравши срібні речі, що попали під руку, Сен-Жуст біжить у Париж. За три тижні, на прохання матері, його заарештовують і на півроку запроторюють до виправного пансіону Марі де Сен-Колон. Дозвілля примусило Сен-Жуста над багатьма речами замислитися. Очевидно, у цей період він завершив свій перший твір.

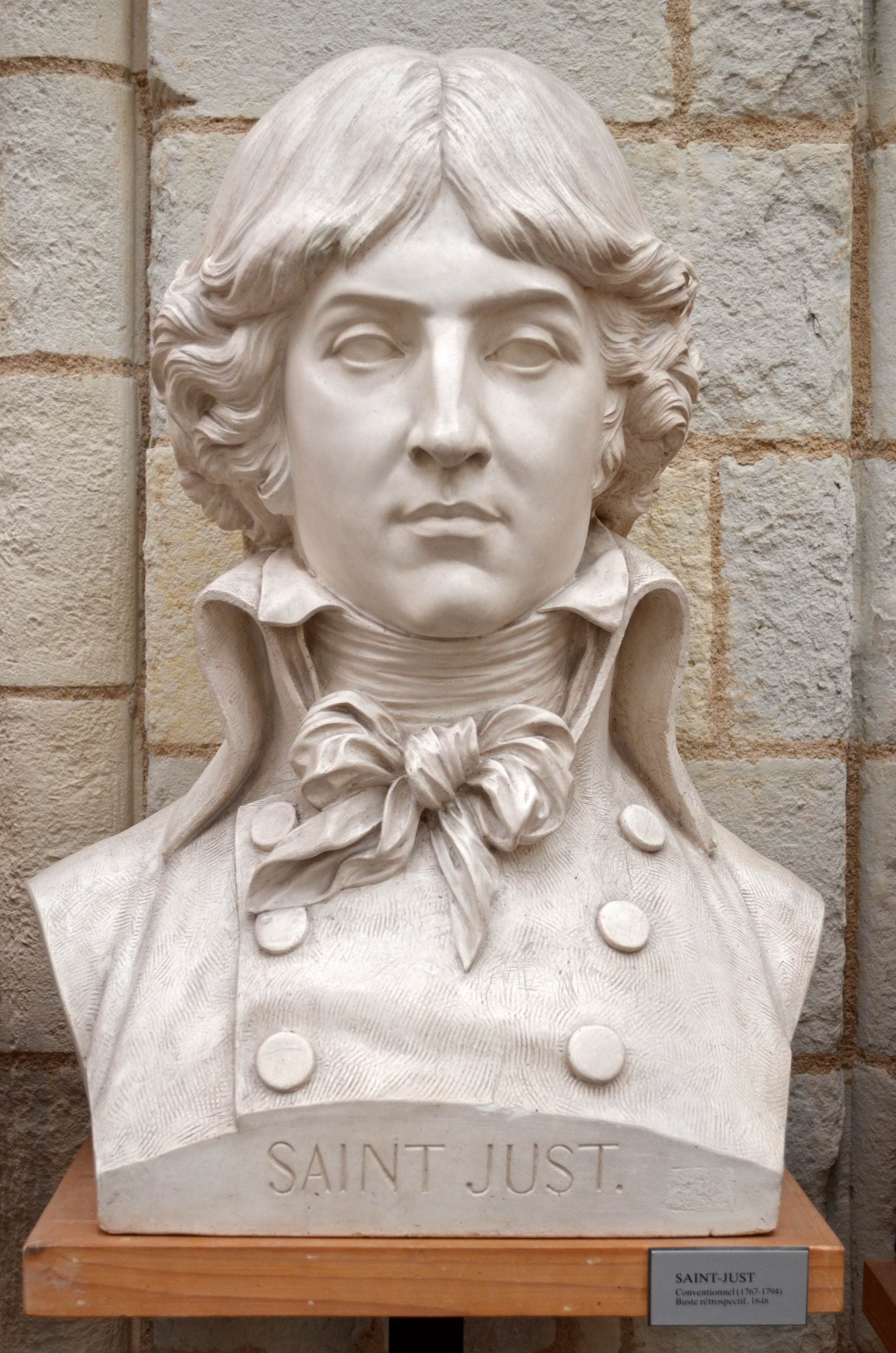
Погруддя Сен-Жюсту авторства Давида д’Анже

Поему «Орґант» було опубліковано у травні 1789 року. Вона не мала особливої художньої цінності, проте містила різку критику існуючих порядків, сатиру на церкву та любовні сцени, вільні у своєму опису плотських втіх. Цього було достатньо, аби порушити переслідування проти книги та її автора (поему було видано анонімно). 10 червня паризька поліція розпочала розшук і вилучення поеми. Від загрози арешту Сен-Жуста звільнило падіння Бастилії.

### Початок революції
Бурхливе літо 1789 року Сен-Жуст провів у Парижі. Він відвідував засідання Національних зборів і Якобінського клубу, познайомився з низкою політичних діячів, в тому числі з талановитим журналістом і одним з лідерів якобінців Камілем Демуленом. Революція відкрила для молодої людини з провінції нову сферу діяльності та нові можливості самовираження.
Восени він повернувся до Блеранкуру, в якому на той вже встигла відбутися своя муніципальна революція: з муніципалітету було вигнано представників старої сеньйоріальної адміністрації. Новим мером обрали багатого селянина Луї Оноре, а його секретарем став П'єр Віктор Тюійє, старий друг і однодумець Сен-Жуста. Сам Сен-Жуст через віковий ценз (25 років) не міг бути обраним членом муніципалітету, але зблизився з його керівництвом і завоював певну репутації серед місцевої громадськості.
На початку 1790 року він стає заступником командира Національної гвардії Блеранкура та докладає зусиль до створення її загонів у комунах, в яких їх ще не було. У складі загону гвардії від свого міста бере участь у святкуванні Дня Федерації у Парижі 14 липня. Того ж літа відбувається його знайомство з промовами Максиміліана Робесп'єра, і він пише відомому якобінцю свого першого листа.
Восени — взимку 1790 року він пише свій перший політичний трактат «Дух Революції та Конституції у Франції», що його буде опубліковано наступного року в Парижі. Трактат написаний під впливом «Духу законів» Монтеск'є, в ньому Сен-Жуст виступає з обґрунтуванням конституції, над якою в той час працювали Установчі збори, обстоює необхідність конституційної монархії у Франції та цензової системи виборчого права, відкидаючи саму ідею майнової рівності. Проте його погляди, такі помірковані у «Дусі Революції…», в умовах загострення революційної боротьби швидко радикалізуються. У своєму наступному трактаті «Про природу, про державний стан і про громадянську спільноту, або Правила незалежності управління» (незавершеному, писаному між вереснем 1791 і серпнем 1792) Сен-Жуст полемізує з Руссо, Монтеск'є і Гоббсом, будуючи власну теорію природного стану людини, який він розглядає як стан суспільний, а не як сукупність відокремлених один від одного індивідів.
Повстання 10 серпня 1792 року, що скинуло монархію у Франції, відкрило Сен-Жусту «шлях нагору». 5 вересня, досягнувши нарешті законного віку, він був обраний п'ятим депутатом департаменту Ена до Національного конвенту.

### Конвент
Спочатку Сен-Жуст нічим себе не проявляв; тільки приєднався до Якобінського клубу. Аж ось 13 листопада 1792 року в Конвенті розпочались слухання у справі колишнього короля французів, і молодий депутат примусив усіх звернути на себе увагу у перший ж день слухань. Він виступив з промовою, в якій проголошував короля поза законом і закликав карати його як ворога народу. Його промова справила сильне враження на всіх присутніх, в тому числі на Робесп'єра, який виступив наступного дня, фактично повторивши аргументи Сен-Жуста. Їх погляди стали офіційною позицією якобінців.
17 січня 1793 року Сен-Жуст у числі інших 387 депутатів (з 721) проголосував за смертну кару для короля, якого було гільйотовано через чотири дні.

### Конституція 1793 року
Перша французька конституція (1791 року) передбачала роль для короля, але після проголошення республіки той уже нічого не вирішував. Відтак, виникала потреба в її оновленні. Депутати Конвенту склали велику кількість проектів документа. 4 флореаля I року Республіки (24 квітня 1793) запропонував свій варіант основного закону й Сен-Жуст. Від інших проектів його відрізняла пропозиція повністю скасувати виборчий ценз і поширити виборчі права на всіх дорослих чоловіків за принципом «одна людина — один голос».
Його пропозиції забезпечили йому місце у комітеті з п'яти депутатів, яким було доручено скласти остаточний варіант нової конституції. На знак важливості їх роботи всіх комітетчиків включили до складу виконавчого органу Конвенту — Комітету громадського порятунку. Конституція була написана протягом місяця і прийнята Конвентом 6 мессідора I року Республіки (24 червня 1793).

### Армія
Працюючи в Комітеті громадського порятунку, Сен-Жуст кілька разів виїздив із дорученнями до діючої армії.

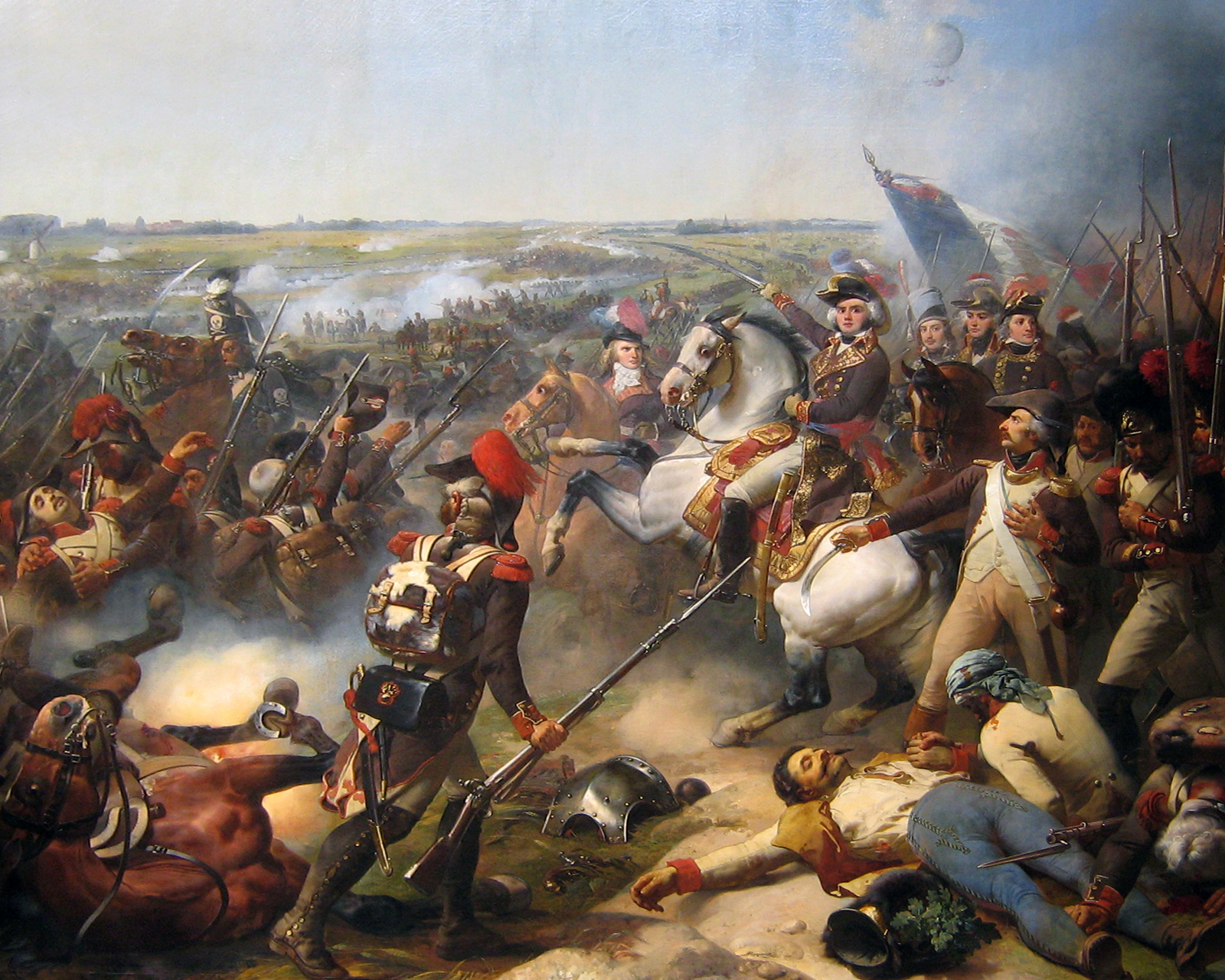
Битва при Флерюсі, Сен-Жюст у центрі, ліворуч від Журдану

Перше таке відрядження відбулось восени 1793 року. Стурбований станом Рейнської армії, яка захищала західні кордони республіки та мала свою головну квартиру у Стразбурзі, уряд надіслав до армії двох комісарів — Сен-Жуста та Філіппа Леба. Зрозумівши своїм головним завданням відновлення боєздатності армії та встановлення в ній жорсткої дисципліни, вони вдались до надзвичайних заходів. Зокрема, з метою поліпшення утримання солдат Сен-Жуст зобов'язав багатих громадян Страсбурга розмістити у своїх помешканням 2000 ліжок для поранених і хворих, а аристократів здати для армії 10.000 пар взуття. У постанові про реквізицію взуття було зазначено наступне:
«Представники народу, послані з надзвичайним повноваженнями до Рейнської армії, — муніципалітету Страсбурга.

Десять тисяч чоловік в армії ходять босі. Вам слід протягом дня реквізувати взуття у місцевих аристократів Страсбурга, і завтра о 10 годині ранку десять тисяч пар чобіт маю бути відправлені до головної квартири.

Страсбург, 25 брюмера II року Французької республіки, єдиної і неподільної.‹15 листопада 1793›

Сен-Жуст, Леба.»
У січні наступного року він вирушив з місією до Північної армії, що стояла на бельгійському кордоні. Сен-Жуст та його товариші — комісари Комітету громадського порятунку доклали всіх можливих зусиль для покращення забезпечення армії продовольством і фуражем, для раціонального її розташування вздовж фронту, а також для вироблення загального плану бойових дій на наступну кампанію. За підсумками цієї місії, а також його другої поїздки до Північної армії у травні 1794 року, зміцнилась дисципліна та зріс бойових дух солдат.
Найуспішнішою з його місій у революційні війська стала остання — до Мозельської армії у червні 1794 року. Завдяки його роботі, а також розумним діям командувача армії генерала Жана-Батиста Журдна 7 мессідора (25 червня) армія взяла Шарлеруа, а наступного дня розбила під Флерюсом австрійські війська під командуванням герцога Кобурського. Ці перемоги відкрили шлях у Бельгію, яка невдовзі опинились повністю під контролем французької революційної армії.

### Царство терору
Наступ інтервентів, загострення продовольчої кризи та активізація контрреволюції всередині країни примусили Комітет громадського порятунку вдатися до надзвичайних заходів. Одним з таких заходів став революційний терор. Розпочавши із знищення 10 брюмера II року Революції (31 жовтня 1793) «жиродистів» (правих республіканців, представників великої буржуазії), згодом він торкнувся й тих, хто його розпочав. Спочатку, 4 жерміналя (24 березня 1794) на гільйотину відправились ліві радикали «еберисти» (прибічники Жака Ебера, видавця популярної газети «Пер Дюжен» («Татусь Дюшен»), крайнього лівого члена Генеральної ради Паризької комуни й одного з ватажків санкюлотів), а 16 жерміналя — праві якобінці «дантоністи» (прибічники Жоржа Дантона, першого голови Комітету громадського порятунку).
Одним з головних ініціатором і ідеологів терору поряд з Жаном-Полєм Маратом був Робесп'єр. Всі його пропозиції знаходили неодмінну підтримку Сен-Жуста. Головним результатом терору стало знищення потенційних союзників революційного уряду, спроможних виступити на його підтримку в разі політичної кризи. І брак такої підтримки невдовзі став очевидним.

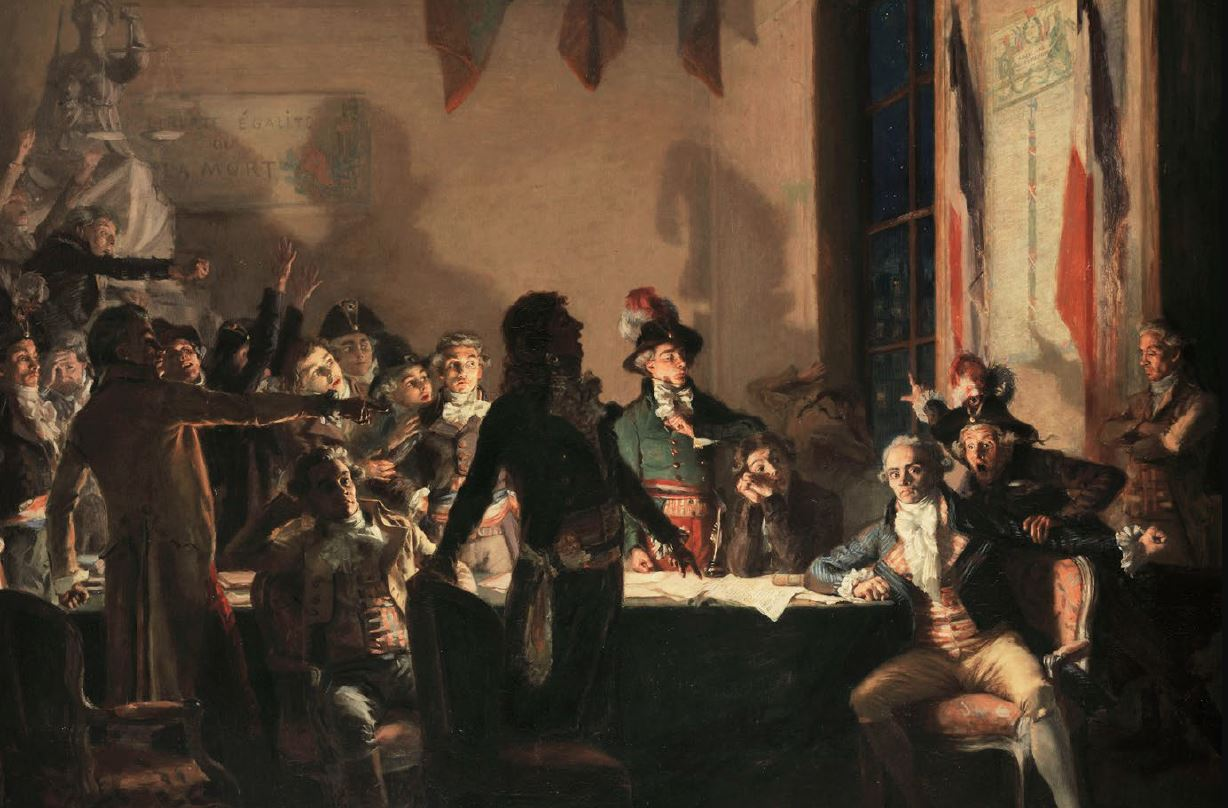
Сен-Жюст та Робесп'єр в ніч з 9 на 10 Термідора II року. Картина Жана-Жозефа Вертса

### Термідор
Політична боротьба часів революційної диктатури сягнула свого апогею з прийняттям «Закону про підозрюваних» від 22 преріаля II року Революції (10 червня 1794). За ним вводилась нова категорія «ворогу народу», але описана вона була у таких розпливчатих термінах, що фактично будь-кого можна було звинуватити у зраді та відправити на смерть. У суспільстві наростав хаос, а серед революціонерів — настрої всеохопного страху і підозрілості. Проти лідерів Комітету громадського порятунку склався заколот.
9 термідора (27 липня) Сен-Жуст намагався виступити в Конвенті на захист Робесп'єра, котрого звинувачували у намаганні встановити особисту диктатуру, але депутати-змовники відмовились його слухати. Спочатку його почали голосно перебивати, а потім спробували відштовхнути від трибуни, щоб виступити самим. Одначе Сен-Жуст не поступився через крик і не полишив трибуну, а лише відійшов на кілька кроків назад. За хвилину він знову гордо піднявся, аби продовжити свою промову. Він виглядав абсолютно незворушливим, дивлячись на все, що відбувається, з презирством.
Він врятував свою гідність, але не своє життя. Розігралась словесна перепалка, в якій якобінці Сен-Жуст, Леба, Робесп'єр і його брат Огюстен намагалися перетягнути депутатів на свій бік. Але їхні спроби були марними. Наступного дня Робесп'єр, Сен-Жуст і двадцять їхніх товаришів потрапили на гільйотину. Вирок і смерть він прийняв спокійно й покірно.

## Ідейна спадщина
Починаючи з 1792 року Сен-Жуст займав повсякчас радикальнішу позицію в питаннях соціальної рівності; в його епістолярній спадщині помітні сліди впливу вчень егалітаристського і навіть комуністичного напрямів. Так Сен-Жуст вважав необхідним обмежити індивідуальну власність певним максимумом майна та провести загальне надання землі всім охочим її обробляти. Сен-Жуст мав ідеї щодо організації суспільного виробництва, проте далі побажань загального характеру вони в нього не йшли.
На практиці можливою спробою здійснення політичних поглядів Сен-Жуста виявились так звані вантозькі (за назвою місяця вантоз в революційному календарі) декрети від 8 і 13 вентоза II року Революції (26 лютого і 3 березня 1794), що вони передбачали передачу конфіскованої власності засуджених контрреволюціонерів «незаможним патріотам». Одначе ці декрети не привели — не встигли привести — до якихось радикальних змін у загальній системі відносин власності; вони також не зазіхали на приватну власність як таку, в чому й проявилась їх чисто політична обмеженість.
Після розгрому лівого крила революційних сил, «еберистів», Сен-Жуст виступив на захист «набувачів національних маєтностей» (себто буржуа, що скуповували колишні дворянські маєтки), засудивши спроби еберистів нагнати «на торгівлю … паніку». Попри це в цілому Сен-Жуста можна вважати політичним діячем лівого спрямування, він був радикальніший за своїх товаришів Робесп'єра і Марата, будучи представником егалітаризму.

## Основні твори
- Орґант (1789)
- Дух Революції та Конституції у Франції (1790)
- Про природу, про державний стан і про громадянську спільноту, або Правила незалежності управління (1791—1792, незавершений)